# Стреме
Стремето е лека рамка, която придържа крака на ездача. То е свързано със седлото чрез каиши. Стремената обикновено са по две и се използват за спомагане при качване и като опора по време на езда (обикновено на кон). Те значително увеличават способността на ездача да се задържи на седлото и да контролира животното.
В древността, най-ранните опори за крака се състоят от подпруга или просто въже. По-късно се появява стремето с цел улеснение на качването, а двойните стремена се появяват след изобретяването на дървеното седло. Стремето се появява в Китай през първите векове от новата ера и се разпространяват на запад посредством номадските народи в Централна Евразия. Употребата на двойните стремена се приписва на китайската династия Дзин. Тя се пренася в Европа през Средновековието. Според някои историци, стремето е един от основните инструменти, които се използват за създаването и разпространяването на съвременната цивилизация, вероятно със значимост, сравнима с тази на колелото или на печатната преса.

## История
Някои историци са на мнение, че първите изображения на устройства, приличащи на стремена, могат да се намерят в изкуството на Древна Асирия, в частност, на релефно изображение с бронзови врати от Британския музей, на което е нарисуван похода на цар Салманасар III от 853 г. пр.н.е. Важно откритие е направо през 2 век пр.н.е. в Индия по времето на Гупта. Към седлото започват да се прикрепят по две ленти с малки пръстени в краищата, които помагат на ездача да се качи на коня, като той поставя големия пръст на крака си в пръстена. Извън Индия, обаче, това изобретение съвсем не е незабавно – в другите страни ездачите обикновено носят кожени обувки и не могат да използват пръстени.
Според други изследователи, съвременните стремена са изобретени в Китай. Най-старото намерено стреме, което не е добре запазено и твърде късо, датира от 302 г. от н.е. Най-старото запазено стреме е намерено в гробница на династията Дзин и датира от 322 г. от н.е. Най-ранно в китайската литература стремето се споменава през 477 г. и се среща в биографията на китайски военачалник Лю Сун.
В Европа, първото писмено споменаване на стремето е намерено в „Стратегикон“ на Псевдо-Маврикий. Споменаването на железни стремена се намира в първата част от византийския текст. Изхождайки от това, появата на стремената в Европа може да се датира между края на 5 век и средата на 6 век. Най-ранните запазени образци в Европа са намерени в аварски гробове от 7 век в Дакия.